# Araceli Pereda
Araceli Pereda Alonso  (Santander, 1948) es una historiadora del arte española, académica de la Real Academia de Bellas Artes de San Fernando y presidenta de la Asociación Hispania Nostra desde el año 2012.

## Trayectoria
Pereda estudió historia del arte en la Universidad Complutense de Madrid. Desde que se licenció en 1970 ha desarrollado trabajos de investigación en el campo del patrimonio cultural así como el desempeño de cargos de responsabilidad directiva en organismos relacionados con el patrimonio y la cultura. En el Consejo de Europa trabajó como corresponsal de España para la documentación y datación del patrimonio cultural europeo. Ha participado en la redacción de legislación española como la Ley de Fundaciones y de Mecenazgo y la Ley de Patrimonio Histórico Español de 1985 y es autora de numerosos artículos y publicaciones sobre patrimonio como la de título, ¿Cómo defender mejor nuestro patrimonio cultural? Defensa del patrimonio cultural y fuerzas de seguridad, publicada en el año 2000 y escrita en colaboración con el arquitecto Peridis, Fernando Moreno de Barreda, Luis Lafuente Batanero, Enrique Baquedano Pérez y Rafael García Herranz.
Entre los numerosos cargos directivos ejercidos por Pereda destacar que ha sido directora general, de Patrimonio de la Comunidad de Madrid, de la fundación cultural Banesto, de la fundación Museo Lázaro Galdiano, o de la fundación Colegios Mayores del Ministerio de Asuntos Exteriores (España) y AECID. También ha ejercido como coordinadora del servicio de documentación de patrimonio en el Ministerio de Cultura y Deporte de España, del programa para la capacitación profesional en gestión cultural del Ministerio de Asuntos Exteriores y Cooperación, en la dirección general de relaciones culturales y científicas. Desde el año 2012 es presidenta de la asociación Hispania Nostra.
Pereda es académica de la Real Academia de Bellas Artes de San Fernando y el año 2020 obtuvo el Premio Nacional de Restauración y Conservación de Bienes Culturales según palabras del jurado, en reconocimiento a “su larga trayectoria dedicada a la conservación del Patrimonio Cultural a través de su gestión y puesta en valor”.

## Reconocimientos
- 2020 Premio Nacional de Restauración y Conservación de Bienes Culturales del Ministerio de Cultura y Deporte.[7]

- 2021 Medalla de Oro al Mérito en las Bellas Artes del Ministerio de Cultura y Deporte.[8]

- 2023 Doctora Honoris Causa por la Universidad de Alcalá[9]

## Publicaciones seleccionadas
2000 ¿Cómo defender mejor nuestro patrimonio cultural? Defensa del patrimonio cultural y fuerzas de seguridad: XI Seminario Duque de Ahumada, en colaboración con Luis Lafuente Batanero, Enrique Baquedano Pérez, Rafael García Herranz, Fernando Moreno de Barreda, José María Pérez González.